# 新穂玉作遺跡
新穂玉作遺跡（にいぼたまつくりいせき）は、新潟県佐渡市にある弥生時代後期の遺跡。正確には旧新穂村地域にある竹ノ花・桂林・平田・城ノ畠の4つの遺跡の総称。いずれも玉の製作施設の跡と推定されている。・新潟県指定史跡。
1960年（昭和35年）に桂林遺跡の調査が開始されて以来、発掘調査が実施されている。具体的な工房を示す遺構は発見されていないものの、製作途中の管玉やその製品、加工道具が大量に出土したことから、管玉製作に関連した遺跡群と推測されている。
原料として赤い鉄石英・緑の碧玉などが知られ、砥石・石鋸・石針などの加工道具によって、原石から打割材を作る→石鋸で溝を掘って細分化する→細分化した原料を砥石で研磨する→研磨した材料を石針などで穿孔して完成させるという製造工程があったと推測されている。なお、穿孔が最後に行われるのは、同遺跡独自の製法とする見方があり、「新穂技法」と命名する研究家もいる。